# Littérature monténégrine
La littérature monténégrine désigne la littérature en monténégrin ou dans une des langues slaves méridionales, au Monténégro, ou par les diasporas.

## Tradition orale
- Onomastique
- Contes, légendes, mythes

## Moyen-Âge
- Langues au Monténégro, Langues du Monténégro
- Chronique du prêtre de Dioclée (en latin, 1299-1301) ( Ljetopis popa Dukljanina)
- États historiques : (Dioclée, Rascie, Zeta (État historique)
- Imprimerie Crnojević (en) (1493 à Cetinje

## 16esiècle
- Ludovico Pasquali (en) (1500c-1551)
- Giovanni Bona Boliris (en) (1520c-1572), en latin et en italien
- Mariano Bolizza (en), en italien
- Italiens de Dalmatie (en)

## 17esiècle
- Andrija Zmajević (en) (1628-1694)

## 18esiècle
- Vasilije Petrović (en) (1709-1766)
- Petar I Petrović-Njegoš (1749-1830=)

## 19esiècle
- Petar II Petrović-Njegoš (1813-1851), prince-évêque[1], poète national
- Ivan Mažuranić (1814-1890), croate, poète, linguiste, politique
- Stjepan Mitrov Ljubiša (en) (1824-1878), nouvelliste, politique
- Marko Miljanov (1833-1901), guerrier, poète
- Nicolas Ier de Monténégro (1841-1921), prince souverain

Petar II Petrović-Njegoš
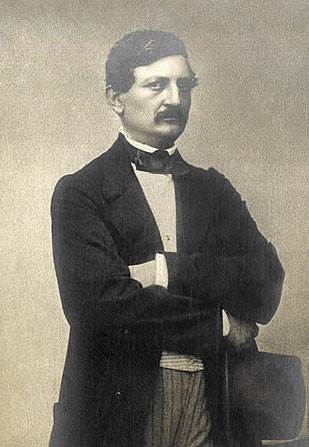
Stjepan Mitrov Ljubiša (en)
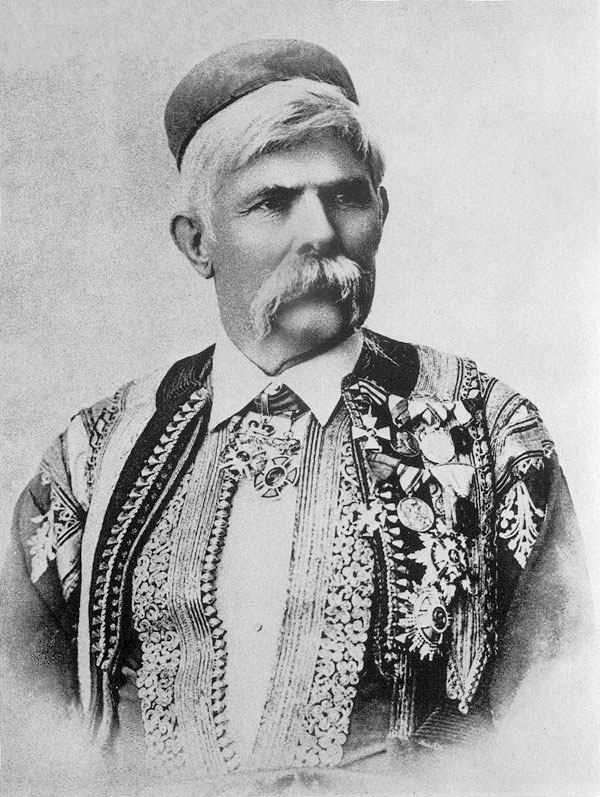
Marko Miljanov

## 20esiècle
- Radovan Zogović (en) (1907-1986), poète
- Milovan Djilas (1911-1995), essayiste, politique
- Ćamil Sijarić (1913-1989), nouvelliste, romancier
- Mihailo Lalić (1914-1992), nouvelliste, romancier
- Čedo Vuković (1920-2004), romancier, nouvelliste, dramaturge
- Miodrag Bulatović (1930-1991), romancier, nouvelliste, dramaturge
- Borislav Pekić (1930-1992), nouvelliste, romancier, essayiste
- Jevrem Brković (en) (1933-), poète, journaliste, historien
- Vito Nikolić (en) (1934-1994), poète, journaliste
- Mirko Kovač (1938-2013), romancier, nouvelliste, essayiste, scénariste
- Dragan Radulović (en) (1969-), romancier, nouvelliste, essayiste

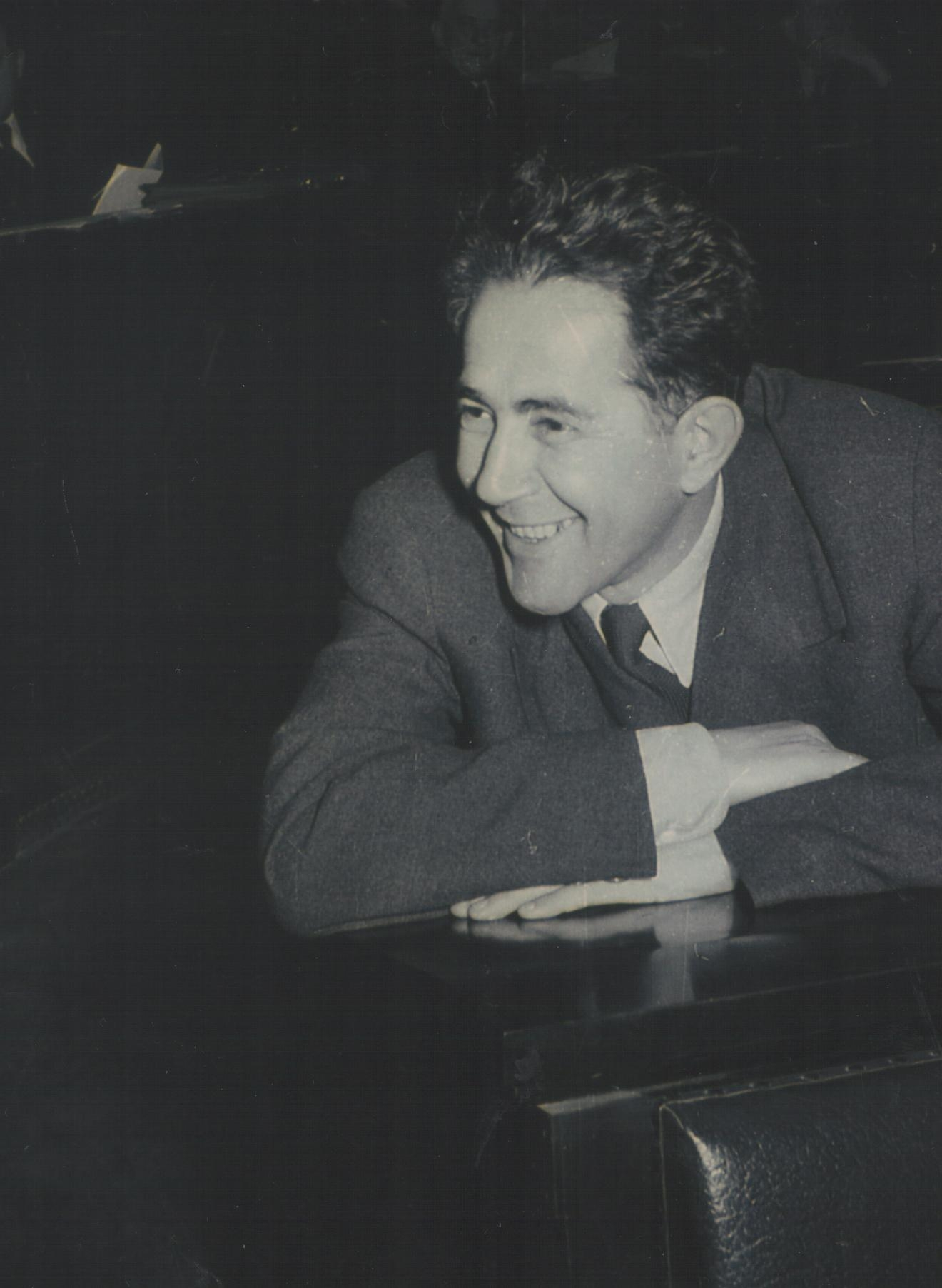
Milovan Djilas
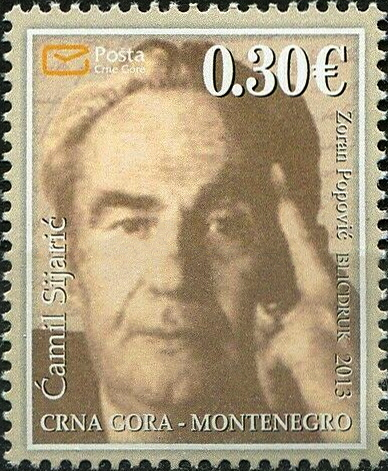
Ćamil Sijarić
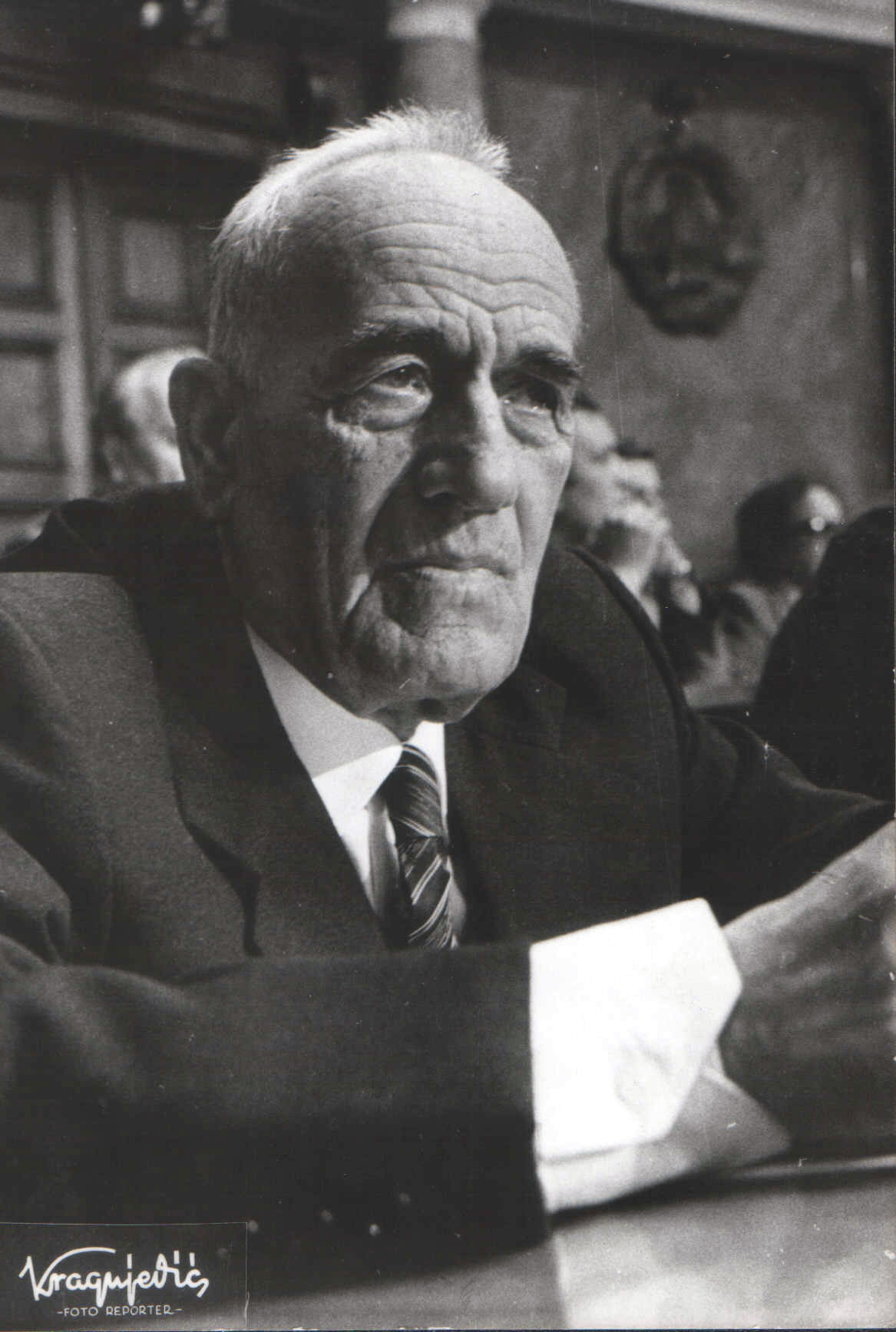
Mihailo Lalić
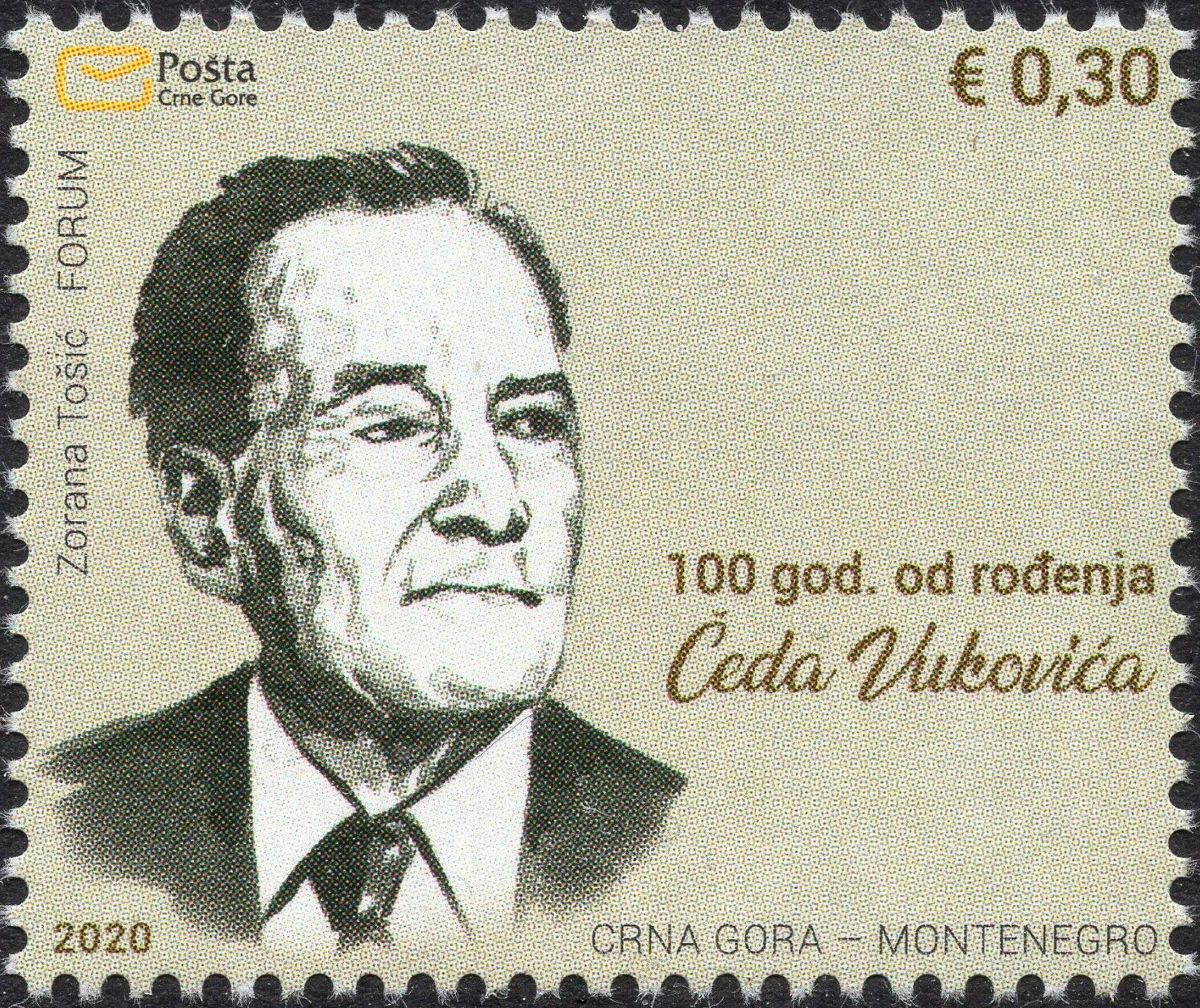
Čedo Vuković
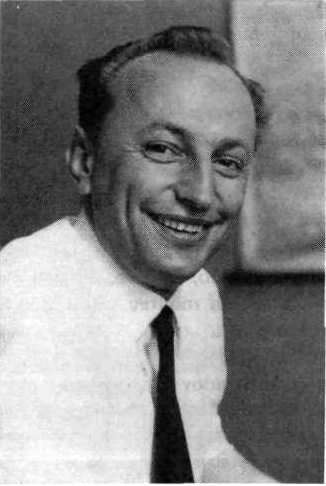
Miodrag Bulatović
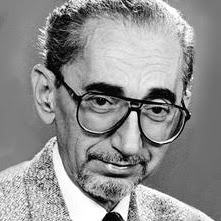
Borislav Pekić
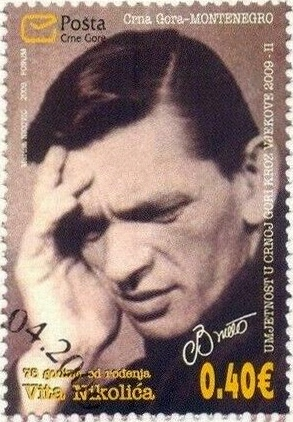
Vito Nikolić (en)

## 21esiècle
- Jevrem Brković (en) (1933-), poète, journaliste, historien
- Borislav Jovanović (1941-), nouvelliste, essayiste, journaliste
- Dragana Kršenković Brković (en) (1956-), dramaturge, jeunesse
- Balša Brković (en) (1966-), journaliste, critique littéraire, politique
- Dragan Radulović (en) (1969-), romancier, nouvelliste, essayiste
- Andrej Nikolaidis (en) (1974-), romancier, journaliste, analyste
- Tanja Bakić (en) (1981-), poétesse, traductrice, universitaire

## Œuvres
- Cetinje Octoechos (en) ouCetinjski oktoih, 1494
- Ljetopis popa Dukljanina ou Chronique du prêtre de Dioclée, 1510
- Gorski vijenac ou The Mountain Wreath (en), 1846
- Chants épiques monténégrins (en)

## Auteurs
- Écrivains monténégrins
- Sélection d'auteurs monténégrins (en)
- Poètes monténégrins

## Autres langues
- En latin, slavon, serbe, vénitien, italien...